# Закія Хаттабі
Закія Хаттабі (араб. زكية الخطابي ; нар. 15 січня 1976) — бельгійсько-марокканська політикиня, співпрезидентка партії Еколо, феміністка. 
Станом на 1 жовтня 2020 обіймала посаду федеральної міністерки з питань клімату, довкілля, сталого розвитку та зеленої угоди в уряді Де Кроо на чолі з прем’єр-міністром Александром Де Кроо.

## Життєпис
Народилася в Сен-Жоссе-тен-Ноде в Брюсселі в марокканській родині. Навчалася у вільному університеті Брюсселя. 

## Політична кар'єра і погляди
До брюссельського парламенту увійшла в 2009 році як місцева радниця міста Іксель, потім також увійшла до Федерації Валлонія-Брюссель. Будучи прихильницею політичної екології та феміністкою, вступила до партії Еколо. Пізніше очолила групу Ecolo в Сенаті Бельгії. Хаттабі була обрана разом з Патріком Дюпріє співлідеркою Ecolo під час партійної конференції в Шарлеруа в 2015 році. У 2018 році Дюпрі змінив Жан-Марк Нолле.
В інтерв’ю Le Soir у 2018 році Хаттабі закликала до «нової моделі» для Брюсселя без окремих фламандських і франкомовних громад. Того ж року, після вбивства 14 жінок у Бельгії, Хаттабі закликала визнати феміцид.
У січні 2020 року Хаттабі не вдалося отримати достатню підтримку бельгійських сенаторів, щоб стати однією з суддів Конституційного суду Бельгії. За її кандидатуру проголосували лише 38 із 60 сенаторів, тоді як потрібна була супербільшість у дві третини. Спочатку голосування мало відбутися в листопаді 2019 року, але було відкладено після кампанії правої партії N-VA та ультраправих Vlaams Belang проти кандидатури Хаттабі.

## Нагороди
- Бельгія: Орден Леопольда I (21 травня 2014)[8]